# Ricardo Vaz Tê
Ricardo Jorge Vaz Tê (ur. 1 października 1986 w Lizbonie) – portugalski piłkarz występujący na pozycji pomocnika w portugalskim klubie Portimonense SC.